# Juan Casanova
Pour les articles homonymes, voir  Casanova.
Juan Casanova, né en 1387 à Barcelone et mort le 1er mars 1436 à Florence, est un homme d'Église espagnol du XVe siècle.

## Biographie
Né d'une famille noble, Juan Casanova entre dans l'ordre des Prêcheurs en 1404 à Barcelone.  Il est ordonné prêtre en 1414. Il étudie la théologie dans l'université de Salamanque entre 1415 et 1418. Le pape Martin V le nomme pénitencier mineur en 1419. Il est confesseur du roi Alphonse V d'Aragon en 1423.
Il est élu évêque de Bosa en Sardaigne en 1424. Il est transféré à l'évêché d'Elne en 1425.
Il est créé cardinal in pectore au titre de San Sisto, par le pape Martin V, le 8 novembre 1430, mais ce dernier meurt l'année suivante. Son successeur au Saint-siège, le pape Eugène IV, rend publique sa création en juillet 1431. En août 1431, il devient administrateur apostolique de Gérone. Il est nommé abbé commendataire du monastère bénédictin de San Pedro de Rodas et du monastère S. Maria de Villa Bertrand des chanoines réguliers de saint Augustin dans le diocèse de Gérone.
Il participe au concile de Bâle et s'oppose d'abord au pape Eugène IV, avant de le supporter et d'écrire Tractatus de potestate Papae super Concilium pour sa défense.
Il meurt à Florence et ses restes sont transférés par la suite dans l'église dominicaine de Barcelone.

### Sources
- Ressources relatives à la religion :   - Catholic Hierarchy
  - Cardinals of the Holy Roman Church
- Notices dans des dictionnaires ou encyclopédies généralistes :   - Diccionario Biográfico Español
  - Gran Enciclopèdia Catalana
- Notices d'autorité :   - VIAF
  - ISNI
  - IdRef